# ذوالفقار امید
ذوالفقار خان امید ( Zulfiqar Khan Omid ),  (زاده ۱۹۷۸ ولسوالی میرامور- ولایت دایکندی) سیاستمدار افغانستانی و از قومیت هزاره است. او رهبر حزب کار و توسعه افغانستان و یکی از رهبران جنبش روشنایی است.

## زندگی‌نامه
ذوالفقار امید در ۱۹۷۸ در ولسوالی میرامور ولایت دایکندی متولد شد و در دوران کودکی به پاکستان مهاجرت و تحصیلات دوره متوسطه خود را در مدرسه بلال در کویته پاکستان و دوران لیسه را در لیسه عالی نور به پایان رساند. پس از آن وارد دانشگاه شد و تحصیلات عالی خود را در رشته جامعه‌شناسی و فلسفه در مقطع لیسانس از دانشگاه کابل و در رشته روابط بین‌الملل در مقطع ماستر/کارشناسی ارشد از دانشگاه کاتب به اتمام رساند.
پس از بازگشت به افغانستان در فعالیت‌های فرهنگی شرکت کرد و در سال ۱۳۸۳ حزب کار و توسعه را تأسیس کرد.

## انتخابات مجلس ۱۳۹۷
ذوالفقار امید در انتخابات مجلس ۱۳۹۷ از طرف مردم کابل خود را نامزد حضور در پارلمان هفدهم کرد.

## انتخابات ریاست‌جمهوری ۱۳۹۸
ذوالفقار امید به همراه بصیر سالنگی به عنوان معاونین شیدا محمد ابدالی برای انتخابات ریاست‌جمهوری ۱۳۹۸ ثبت نام کردند.

## جنبش روشنایی
ذوالفقار امید یکی از اعضای ارشد شورای عالی جنبش روشنایی است و در تظاهرات دوم اسد بر اثر انفجار زخمی شد. در این حمله پای چپ او شکسته و به پای راستش نیز ترکش اصابت کرد.

## دیگر فعالیت‌ها
- عضو شورای عالی یکی از رهبران جنبش روشنایی
- رهبر حزب کار و توسعه
- مؤسس انجمن قلم (افق).
- یکی از مؤسسین، مؤسسه همبستگی ملی جوانان (۱۹۹۸).
- مؤسس موسسه ی جامعهٔ آسایش افق.
- همکار با یوناما.
- همکاری با یونیسف در خصوص آموزش فرهنگ و رسوم مردم افغانستان.
- سال 2005 شرکت در انتخابات ریاست جمهوری
- رییس روابط بین الملل در اداره امور ریاست جمهوری
- یکی از اعضای رهبری جنبش تبسم
- سال ۲۰۱۸ کاندید انتخابات پارلمانی کابل
- سال ۲۰۱۹ اربعنوان معاون کاندید در انتخابات ریاست جمهوری